# رومان بافليوتشينكو

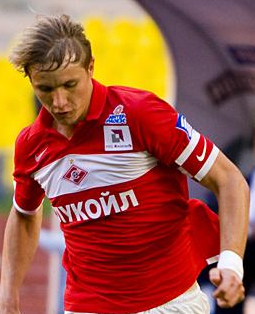
رومان بافليوتشينكو

رومان بافليوتشينكو (بالروسية: Павлюченко, Роман Анатольевич)‏، من مواليد 15 ديسمبر 1981، لاعب كرة قدم روسي.
يلعب مع نادي سبارتاك موسكو، وفي عام 2008 انتقل إلى نادي توتنهام هوتسبير الإنجليزي.
يلعب مع منتخب روسيا لكرة القدم.

## روابط خارجية
- رومان بافليوتشينكو على موقع الاتحاد الدولي (مؤرشف)  (الإنجليزية)
- رومان بافليوتشينكو على موقع الاتحاد الأوربي (الإنجليزية)
- رومان بافليوتشينكو على موقع قاعدة بيانات كرة القدم.إي يو (الإنجليزية)
- رومان بافليوتشينكو على موقع بيانات كرة القدم. دي إي (الألمانية)
- رومان بافليوتشينكو على موقع ناشيونال فوتبول تيمز (الإنجليزية)
- رومان بافليوتشينكو على موقع Soccerbase.com (لاعب) (الإنجليزية)
- رومان بافليوتشينكو على موقع Soccerway.com (الإنجليزية)
- رومان بافليوتشينكو على موقع عالم كرة القدم.نت (الإنجليزية)
- رومان بافليوتشينكو على موقع كووورة